# Nord-Fron
Nord-Fron és un municipi situat al comtat d'Innlandet, Noruega. Té 5.741 habitants (2016) i té una superfície de 1.141 km². El centre administratiu del municipi és el poble de Vinstra.
Nord-Fron limita al nord amb el municipi de Sel, al sud-est amb Sør-Fron, al sud amb Gausdal i Øystre Slidre, i al sud-oest amb Vågå.
El municipi s'estén des de les muntanyes de Rondane a l'est cap a la serra de Jotunheimen a l'oest. Un punt de Nord-Fron "toca" el municipi de Folldal al comtat de Hedmark.
Hi ha dos nuclis de població a Nord-Fron: Vinstra i Kvam. Kvam es troba a l'extrem nord de la carretera de Peer Gynt, que passa per una gran altitud amb excel·lents vistes de les de Jotunheiman, Dovrefjell i Rondane. El llac principal és Feforvatnet.